# ناو هواپیمابر کلاس جرالد آر. فورد
ناو هواپیمابر کلاس جرالد آر. فورد (به انگلیسی: Gerald R. Ford-class aircraft carrier) عنوان جدیدترین کلاس از کلاس‌بندی‌های ناوهای هواپیمابر ناوگان دریایی هسته‌ای نیروی دریایی ایالات متحده آمریکا است. هدف از ساخت این سری از ناوگان، جایگزینی کلاس یواس‌اس انترپرایز (سی‌وی‌ان-۶۵) و سپس کلاس نیمیتز می‌باشد. این ناوگان که به احترام جرالد فورد سی و هشتمین رئیس‌جمهوری ایالات متحده نام‌گذاری شده، متشکل‌از پیشرفته‌ترین، بزرگ‌ترین و گران‌قیمت‌ترین ناوهای هواپیمابر دنیا خواهد بود. نخستین ناو از این رده یواس‌اس جرالد آر. فورد در سال ۲۰۱۷ میلادی به نیروی دریایی آمریکا ملحق شد و دومین ناو از این کلاس با نام جان اف. کندی قرار است در سال ۲۰۲۴ به نیروی دریایی آمریکا ملحق شود.

## ویژگی های طراحی
حامل های کلاس جرالد آر فورد دارند - 
- دنده جلوگیری پیشرفته[۹]

- اتوماسیون، اجازه می دهد خدمه چند صد نفر کمتر از حامل کلاس نیمیتز[۱۰]

- RIM-162 پیشرفت موشک های SeaSparrow (سی سپارو) هم دارد.[۱۰]
- یک رادار چند منظوره AN/SPY-3 X Band و یک رادار جستجوی حجمی باند AN/SPY-4 S.[۱۱]
- با هم به عنوان رادار دو باند (DBR) طراحی شدند که در ابتدا برای ناوشکن های کلاس زوموالت توسعه یافتند.[۱۲]
- با شروع با جان اف کندی (CVN-79)، AN/SPY-6 جایگزین AN/SPY-4 به عنوان جزء جستجوی حجمی سیستم خواهد شد.[۱۳]
- یک سیستم پرتاب الکترومغناطیسی هواپیما (EMALS) به جای منجنیق های بخار سنتی برای پرتاب هواپیما.[۱۴]
- یک طراحی جدید راکتور هسته ای (راکتور A1B) برای تولید انرژی بیشتر. ویژگی های مخفی کاری برای کاهش سطح مقطع رادار.
- توانایی حمل تا ۹۰ هواپیما از جمله - 
  - بوئینگ اف/ای-۱۸ سوپر هورنت
  - بوئینگ اف/ای-۱۸ سوپر هورنت
  - گرومن سی-۲ گریهوند
  - نورثروپ گرومن ئی-۲ هاوک آی
  - لاکهید مارتین اف-۳۵ لایتنینگ ۲
  - هلیکوپترهای سیکورسکی اس‌اچ-۶۰ سیهاوکو هواپیماهای جنگی بدون سرنشین و فروندها دیگر .[۱۵][۱۰][۱۶]

## توسعه

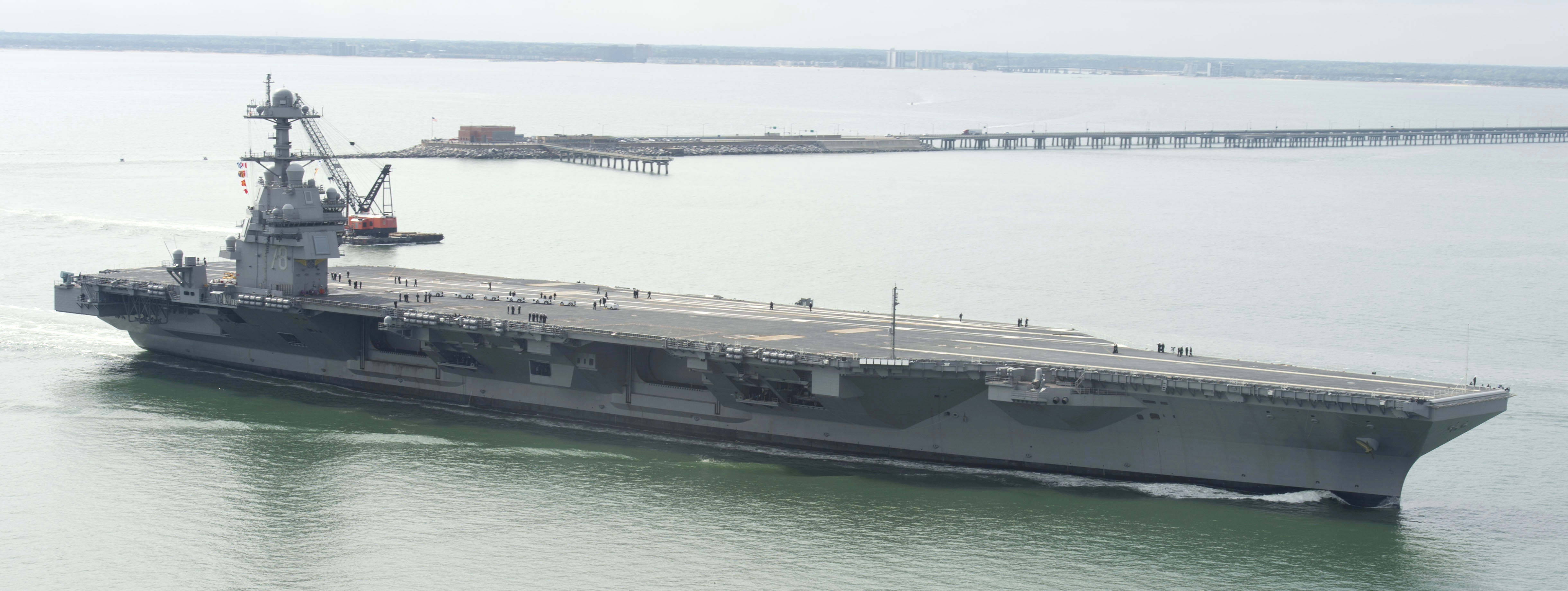
جرالد آر. فورد پس از هفت روز آزمایش سازنده در آوریل ۲۰۱۷ به ایستگاه دریایی نورفولک رسید.

ناوهای هواپیمابر کلاس نیمیتز در خدمت نیروی دریایی ایالات متحده از زمان راه اندازی نیمیتز در سال ۱۹۷۵ (میلادی)‌بخشی از استراتژی پیش بینی قدرت ایالات متحده بوده اند. با جابجایی حدود ۱۰۰،۰۰ تن در هنگام بارگیری کامل، یک ناو کلاس نیمیتز می تواند بیش از ۳۰ گره (۵۶ کیلومتر) بخار کند. / ساعت؛ 35 مایل در ساعت)، به مدت ۹۰ روز بدون تدارک سفر کنید، و هواپیما را برای حمله به اهداف صدها مایل دورتر پرتاب کنید. استقامت کلاس نیمیتز توسط یواس‌اس تئودور روزولت (سی‌وی‌ان-۷۱) که ۱۵۹ روز را در طول عملیات آزادی پایدار بدون بازدید از بندر یا سوختگیری سپری کرد، نمونه است.
طراحی نیمیتز در طول دهه‌ها بسیاری از فناوری‌های جدید را در خود جای داده است، اما توانایی محدودی برای پشتیبانی از آخرین پیشرفت‌های فنی دارد. همانطور که در گزارش رند در سال 2005 آمده است، "بزرگترین مشکلاتی که کلاس نیمیتز با آن مواجه است، توانایی محدود تولید برق و افزایش وزن کشتی بر اساس ارتقاء و فرسایش حاشیه مرکز ثقل مورد نیاز برای حفظ پایداری کشتی است.
با در نظر گرفتن این محدودیت ها، نیروی دریایی ایالات متحده برنامه ای را توسعه داد که در ابتدا به عنوان برنامه CVN-21 شناخته می شد، که به CVN-78، جرالد آر. فورد تبدیل شد. بهبودها از طریق توسعه فناوری ها و طراحی کارآمدتر انجام شد. تغییرات عمده طراحی شامل یک عرشه پرواز بزرگتر، بهبود در حمل سلاح و مواد، طراحی جدید نیروگاه پیشرانه است که به افراد کمتری برای کار و نگهداری نیاز دارد، و یک جزیره جدید و کوچکتر که به عقب رانده شده است. پیشرفت های تکنولوژیک در الکترومغناطیسی منجر به توسعه یک سیستم پرتاب هواپیمای الکترومغناطیسی (EMALS) و یک دنده مهار پیشرفته (AAG) شده است. یک سیستم جنگی یکپارچه به نام سیستم دفاع از خود کشتی (SSDS) توسعه یافته است تا به کشتی اجازه دهد تا ماموریت های جدید را راحت تر انجام دهد. رادار دو باند جدید (DBR) ترکیبی از رادار باند S و باند X است.
این پیشرفت‌ها به ناوهای جدید کلاس جرالد آر فورد اجازه می‌دهد تا ۲۵٪ بیشتر سورتی پرواز داشته باشند، سه برابر نیروی الکتریکی با راندمان بهتر تولید کنند و کیفیت زندگی خدمه را بهبود ببخشند.

#### عرشه پرواز
منجنیق شماره ۴ در کلاس نیمیتز به دلیل فاصله کم بال در لبه عرشه پرواز نمی تواند هواپیمای با بار کامل را پرتاب کند.
حرکت سلاح ها از انبار و مونتاژ به هواپیما در عرشه پرواز نیز ساده و تسریع شده است. مهمات از طریق آسانسورهای تسلیحاتی با ظرفیت بالاتر که از موتورهای خطی استفاده می کنند، به محل تسلیح مجدد متمرکز می شوند. این آسانسورها به گونه ای قرار گرفته اند که مهمات نیازی به عبور از هیچ منطقه ای از حرکت هواپیما نداشته باشد و در نتیجه مشکلات ترافیکی در آشیانه ها و عرشه پرواز کاهش یابد. در سال ۲۰۰۸، دریاسالار Dennis M. Dwyer (دنیس ام دوایر) گفت که این تغییرات به طور فرضی امکان مسلح کردن مجدد هواپیماها را به جای چند ساعت در چند دقیقه فراهم می کند.

#### تولید برق
راکتور جدید Bechtel A1B برای کلاس جرالد آر. فورد کوچکتر و ساده تر است، به خدمه کمتری نیاز دارد، و در عین حال بسیار قدرتمندتر از راکتور A4W کلاس نیمیتز است. دو راکتور بر روی هر حامل کلاس جرالد آر. فورد نصب خواهد شد که ظرفیت تولید برق را حداقل ۲۵٪ بیشتر از ۵۵۰ مگاوات (حرارتی) دو راکتور A4W در یک حامل کلاس نیمیتز ارائه می‌کند. بخشی از توان حرارتی تخصیص یافته به تولید برق سه برابر خواهد شد.
نیروی محرکه و نیروگاه ناوهای کلاس نیمیتز در دهه ۱۹۶۰ (میلادی) طراحی شد، زمانی که فناوری های داخل هواپیما به نیروی الکتریکی کمتری نیاز داشتند. «فناوری‌های جدیدی که به کشتی‌های کلاس نیمیتز اضافه شده‌اند، تقاضای بیشتری برای الکتریسیته ایجاد کرده‌اند؛ بار پایه فعلی حاشیه کمی برای پاسخگویی به تقاضاهای رو به رشد برای قدرت باقی می‌گذارد».
کشتی‌های کلاس جرالد آر فورد، بخار را با لوله‌کشی به چهار ژنراتور توربین اصلی (MTG) برای تولید برق برای سیستم‌های کشتی اصلی و منجنیق‌های الکترومغناطیسی جدید به نیرو تبدیل می‌کنند. کشتی‌های کلاس جرالد آر فورد از توربین‌های بخار برای نیروی محرکه استفاده می‌کنند.
توان خروجی بزرگتر جزء اصلی سیستم جنگی یکپارچه است. مهندسان گام‌های بیشتری برداشتند تا اطمینان حاصل کنند که ادغام پیشرفت‌های فن‌آوری پیش‌بینی نشده روی یک ناو هواپیمابر کلاس جرالد آر فورد امکان‌پذیر است. نیروی دریایی انتظار دارد کلاس جرالد آر. فورد به مدت ۹۰ سال، تا سال ۲۱۰۵ (میلادی)، بخشی از ناوگان باشد، که به این معنی است که کلاس باید با موفقیت فناوری جدید را در طول دهه ها بپذیرد. تنها نیمی از ظرفیت تولید برق توسط سیستم‌های برنامه‌ریزی‌شده فعلی استفاده می‌شود و نیمی از آن برای فناوری‌های آینده در دسترس است.

#### سیستم پرتاب الکترومغناطیسی هواپیما - Electromagnetic Aircraft Launch System (EMALS)

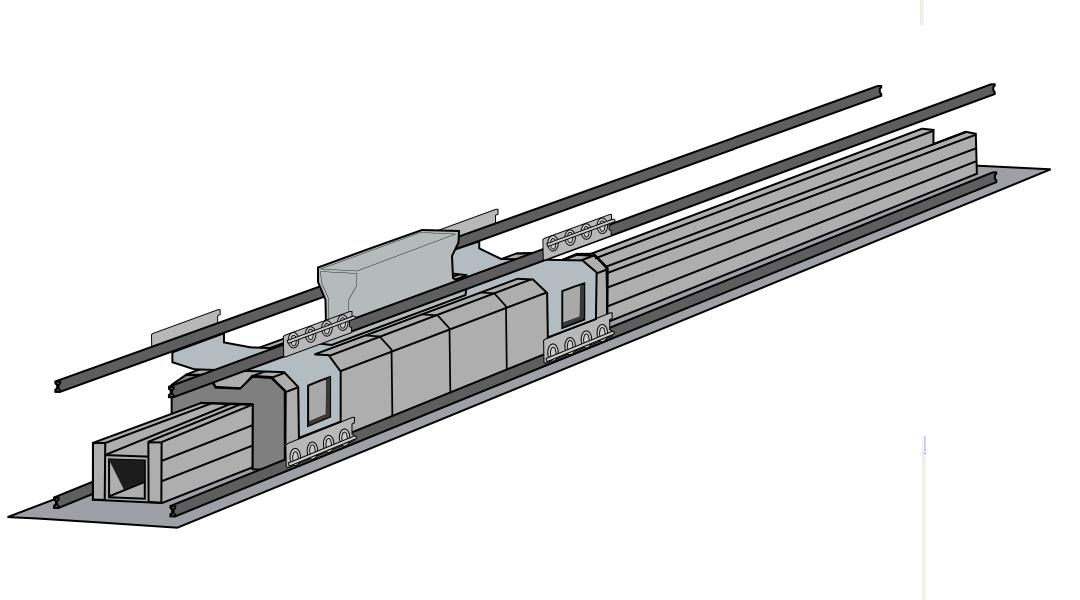
نقشه ای از موتور القایی خطی EMALS

EMALS جدیدترین سیستم پرتاب کامل نیروی دریایی است که برای جرالد آر. فورد (CVN 78) و ناوهای کلاس فورد آینده طراحی شده است. سیستم پرتاب برای گسترش قابلیت عملیاتی ناوهای کلاس فورد طراحی شده است، و به نیروی دریایی توانایی برای پرتاب تمام پلت فرم های بال هوایی حامل های فعلی و آینده - جنگنده های بدون سرنشین سبک وزن تا ضربتی سنگین را ارائه می دهد. ماموریت و عملکرد EMALS مانند منجنیق بخار سنتی باقی می ماند. با این حال، از فناوری های کاملاً متفاوتی استفاده می کند. EMALS از انرژی جنبشی ذخیره شده و تبدیل توان الکتریکی حالت جامد استفاده می کند. این فناوری درجه بالایی از کنترل، نظارت و اتوماسیون رایانه را امکان پذیر می کند.

- افزایش قابلیت اطمینان و کارایی
- کنترل سرعت نهایی دقیق تر و شتاب نرم تر
- قابلیت عملیاتی گسترش یافته با افزایش نرخ پرواز
- کاهش هزینه در طول زمان به دلیل کاهش نیاز به نیروی انسانی و نگهداری
- توانایی پرتاب طیف وسیع تری از هواپیماهای دریایی - از سبک وزن بدون سرنشین گرفته تا جنگنده های ضربتی سنگین - با استرس کمتر بر روی کشتی و هواپیما
- ظرفیت انرژی پرتاب بالاتر لازم را فراهم می کند
- بهبودهای اساسی در وزن، حجم و نگهداری سیستم
- EMALS بر روی منجنیق های بخار به معنای محل کار و زندگی آرام تر و خنک تر برای ملوانان است.
- نرم افزار تعمیر و نگهداری بصری تر زمان عیب یابی را کاهش می دهد. 

#### سیستم فرود دنده دستگیره پیشرفته -  Advanced Arresting Gear (AAG) system
الکترومغناطیس همچنین در سیستم جدید Advanced Arresting Gear (AAG) استفاده می شود. سیستم فعلی برای کند کردن و توقف فرود هواپیما بر هیدرولیک متکی است. در حالی که سیستم هیدرولیک موثر است، همانطور که با بیش از پنجاه سال پیاده سازی نشان داده شده است، سیستم AAG تعدادی پیشرفت را ارائه می دهد. سیستم فعلی قادر به گرفتن وسایل نقلیه هوایی بدون سرنشین (پهباد) بدون آسیب رساندن به آنها به دلیل فشارهای شدید روی بدنه هواپیما نیست. پهپادها جرم لازم برای به حرکت درآوردن پیستون هیدرولیک بزرگی که برای به دام انداختن هواپیماهای سنگین تر و سرنشین دار استفاده می شود را ندارند. با استفاده از الکترومغناطیسی، جذب انرژی توسط یک موتور توربو الکتریک کنترل می شود. این تله را صاف‌تر می‌کند و شوک وارده به بدنه هواپیما را کاهش می‌دهد. حتی اگر این سیستم از روی عرشه پرواز مانند سیستم قبلی خود به نظر برسد، انعطاف پذیرتر، ایمن تر و قابل اعتمادتر خواهد بود و به نگهداری و سرنشین کمتری نیاز دارد. 

#### سنسورها و سیستم های دفاع شخصی

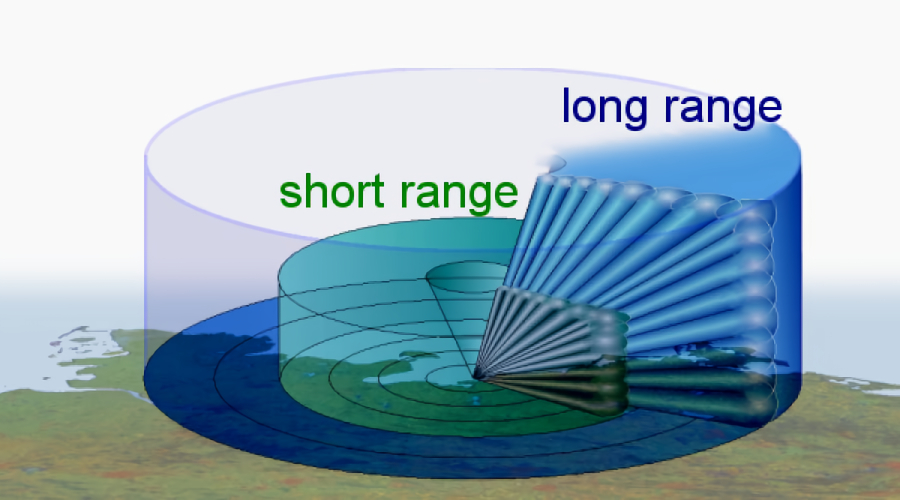
نمودار AN/SPY-3 برجستگی مخروطی پرتو الکترونیکی مداد الکترونیکی رادار

یکی دیگر از موارد اضافه شده به کلاس جرالد آر فورد، یک سیستم رادار ردیابی و جستجوی آرایه اسکن الکترونیکی فعال یکپارچه است. رادار دو باند (DBR) توسط Raytheon برای ناوشکن های موشک هدایت شونده کلاس زوموالت و ناوهای هواپیمابر کلاس جرالد آر فورد در حال توسعه بود. با جایگزینی شش تا ده آنتن رادار با یک رادار شش وجهی می توان جزیره را کوچکتر نگه داشت. DBR با ترکیب رادار چند منظوره باند X AN/SPY-3 با پرتابگرهای رادار جستجوی حجمی باند S AN/SPY-4 (VSR) که در سه آرایه فازی توزیع شده اند، کار می کند.

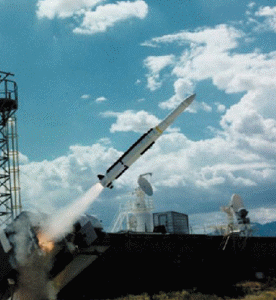
پرتاب موشک SeaSparrow که کامل شده است.

رادار S-band بعداً برای صرفه جویی در هزینه از ناوشکن های کلاس زوموالت حذف شد. سه وجهی که به رادار باند X اختصاص داده شده است، ردیابی در ارتفاع پایین و روشنایی رادار را انجام می دهند، در حالی که سه وجهی باند S بدون توجه به آب و هوا، جستجو و ردیابی هدف را انجام می دهند. "DBR که به طور همزمان در دو محدوده فرکانس الکترومغناطیسی کار می کند، اولین باری است که این عملکرد با استفاده از دو فرکانس هماهنگ شده توسط یک مدیر منبع واحد به دست آمده است."
این سیستم جدید قطعات متحرک ندازد، بنابراین نیازهای نگهداری و سرنشین برای عملیات را به حداقل می رساند. AN/SPY-3 از سه آرایه فعال و کابینت گیرنده/تحریک کننده (REX) در بالای عرشه و زیرسیستم سیگنال و پردازشگر داده (SDP) در زیر عرشه تشکیل شده است. VSR دارای معماری مشابهی است، با قابلیت تبدیل پرتو و تبدیل (پرتودیسی) باندباریک در دو کابینت اضافی در هر آرایه. یک کنترل کننده مرکزی (مدیر منبع) در پردازشگر داده (DP) قرار دارد. DBR اولین سیستم راداری است که از یک کنترل کننده مرکزی و دو رادار آرایه فعال در فرکانس های مختلف استفاده می کند. DBR انرژی خود را از سیستم برق آرایه مشترک (CAPS) که شامل واحدهای تبدیل توان (PCU) و واحدهای توزیع برق (PDUs) است، دریافت می کند. DBR از طریق یک سیستم خنک کننده حلقه بسته به نام Common Array Cooling System (CACS) (کومون ارای سیستم خنکی) خنک می شود.
رادار نظارت هوایی سازمانی (EASR) یک رادار نظارتی طراحی جدید است که قرار است در دومین ناو هواپیمابر کلاس جرالد آر فورد، جان اف کندی (CVN-79) به جای رادار باند دوگانه نصب شود. کشتی های تهاجمی آبی خاکی کلاس آمریکا که با LHA-8 و LX(R) برنامه ریزی شده شروع می شوند نیز این رادار را خواهند داشت. هزینه اولیه مجموعه EASR برای هر واحد حدود $۱۸۰ میلیون کمتر از DBR خواهد بود، که برآورد آن حدود $۵۰۰ میلیون است.

#### ارتقاهای احتمالی

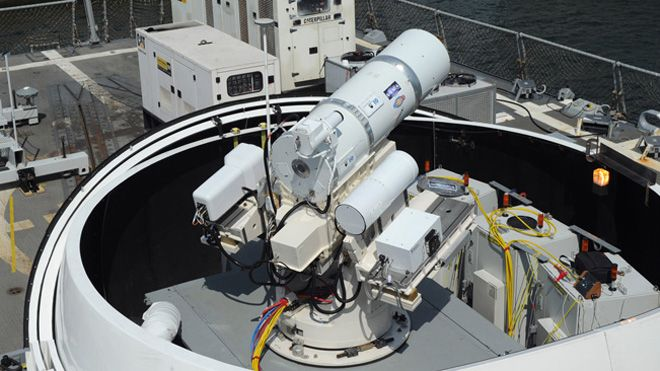
نمونه اولیه لیزر AN/SEQ-3 در طول آزمایش روی برد

سیستم‌های دفاعی آینده، مانند سلاح‌های با انرژی هدایت‌شده لیزری الکترون آزاد، زره‌های الکتریکی و سیستم‌های ردیابی به قدرت بیشتری نیاز دارند. "تنها نیمی از توانایی تولید برق در CVN-78 برای اجرای سیستم های برنامه ریزی شده فعلی، از جمله EMALS مورد نیاز است. بنابراین CVN-78 دارای ذخایر توانی است که کلاس نیمیتز برای اجرای لیزر و زره الکتریکی فاقد آن است."
افزودن فناوری‌های جدید، سیستم‌های قدرت، طرح‌بندی طراحی و سیستم‌های کنترل بهتر منجر به افزایش نرخ پرواز ۲۵٪ نسبت به کلاس نیمیتز و کاهش ۲۵٪ در نیروی انسانی مورد نیاز برای عملیات می‌شود. 
فناوری مدیریت زباله در جرالد آر. فورد به کار گرفته خواهد شد. شرکت PyroGenesis Canada که با بخش Carderock مرکز جنگ های سطحی نیروی دریایی توسعه داده شد - در سال ۲۰۰۸ (۱۳۸۷ شامسی) قراردادی را برای تجهیز کشتی با سیستم تخریب زباله های قوس پلاسما (PAWDS) منعقد کرد. این سیستم فشرده تمام زباله های جامد قابل احتراق تولید شده در کشتی را تصفیه می کند. پس از تکمیل تست پذیرش کارخانه در مونترال، سیستم قرار بود در اواخر سال ۲۰۱۱ (۱۳۹۰ شامسی) به کارخانه کشتی سازی هانتینگتون اینگالز برای نصب بر روی کشتی حمل شود. 
نیروی دریایی در حال توسعه یک لیزر الکترون آزاد (FEL) برای دفاع در برابر موشک های کروز و ازدحام قایق های کوچک است.

#### طراحی 3D به کمک کامپیوتر
کشتی سازی نیوپورت نیوز از یک مدل محصول سه بعدی در مقیاس کامل که در Dassault Systèmes CATIA V5 توسعه یافته است برای طراحی و برنامه ریزی ساخت ناوهای هواپیمابر کلاس جرالد آر فورد استفاده کرد. کلاس CVN 78 به گونه ای طراحی شده بود که مسیرهای حرکت سلاح های بهتری داشته باشد و تا حد زیادی حرکات افقی را در داخل کشتی حذف کند. در برنامه‌های کنونی، آسانسورهای اسلحه‌های پیشرفته از محل‌های ذخیره‌سازی به مکان‌های اختصاصی برای جابجایی تسلیحات منتقل می‌شوند. ملوانان از گاری های موتوری برای انتقال سلاح ها از انبار به آسانسور در سطوح مختلف خشاب اسلحه استفاده می کردند. موتورهای خطی برای آسانسورهای تسلیحاتی پیشرفته در نظر گرفته شده است. آسانسورها نیز به گونه ای جابه جا می شوند که مانعی برای عملیات هواپیما در عرشه پرواز نکنند. طراحی مجدد مسیرهای حرکت تسلیحات و قرارگیری آسانسورهای اسلحه در عرشه پرواز، نیروی انسانی را کاهش می دهد و به نرخ تولید سورتی بسیار بالاتر کمک می کند.

#### اضافه هواپیمای برنامه ریزی شده
کلاس جرالد آر. فورد برای جاه دادن هواپیمای جدید جنگنده مشترک (F-35C || اف-۳۵ سی) طراحی شده است، اما تاخیر در توسعه و آزمایش هواپیما بر فعالیت های یکپارچه سازی در CVN-78 تأثیر گذاشته است. این فعالیت های یکپارچه سازی شامل آزمایش F-35C با EMALS CVN-78 و سیستم دنده دستگیره پیشرفته و آزمایش قابلیت های ذخیره سازی کشتی برای باتری های لیتیوم یون، لاستیک ها و چرخ های F-35C است. در نتیجه تأخیرهای توسعه F-35C، نیروی دریایی ایالات متحده این هواپیما را حداقل تا سال 2018 - یک سال پس از تحویل CVN-78 به میدان نخواهد فرستاد. که خطر ناسازگاری سیستم و تعمیرات پرهزینه را برای کشتی پس از تحویل آن به نیروی دریایی ایجاد می کند.

## תוצאות התרגום

### תוצאת התרגום
کلاس جرالد آر. فورد برای جا دادن هواپیمای جدید جنگنده جنگنده مشترک (F-35C) طراحی شده است،